# Dioxà
El dioxà (que no s'ha de confondre amb dioxina) és un èter de sis àtoms que té dues funcions èter.

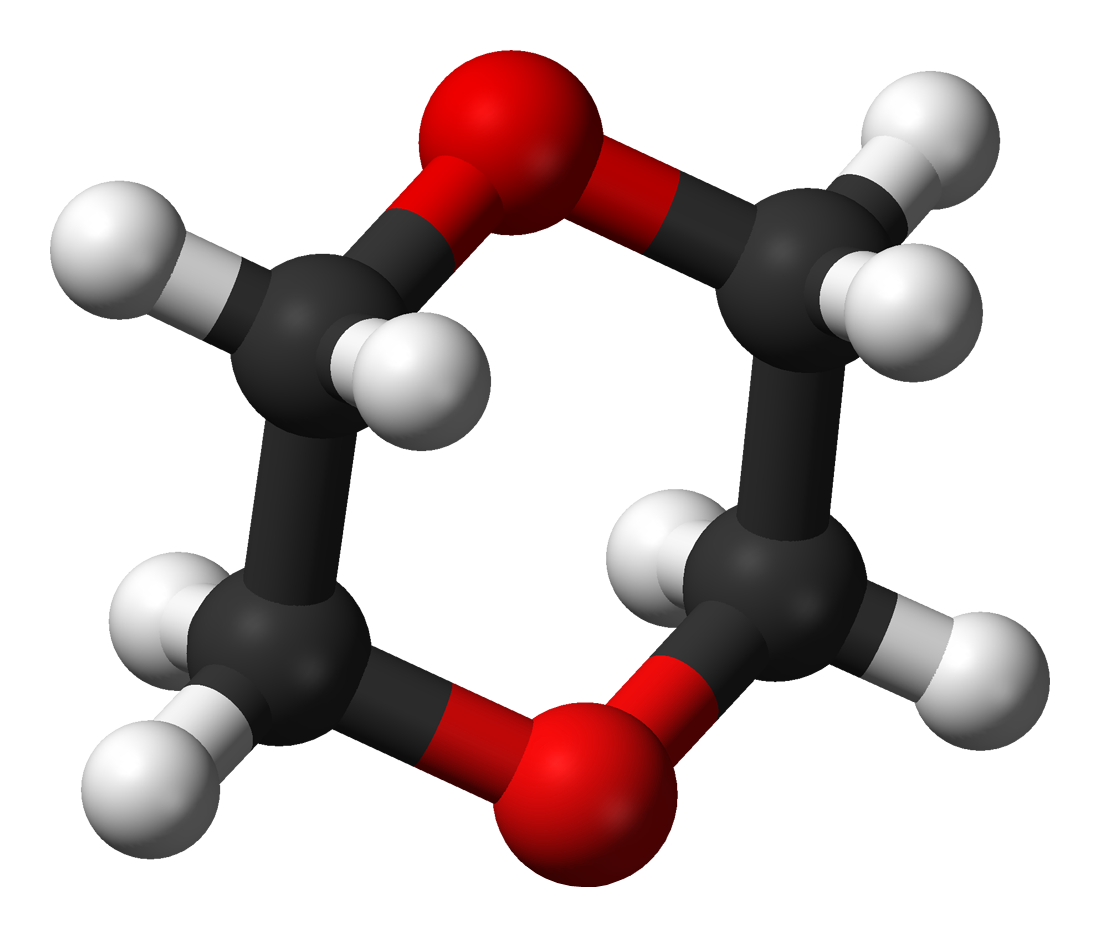
El 1,4-dioxà; el més comú dels tres isòmers anomenats «dioxans»

Els dioxans són fàcilment inflamables, irritants i nocius, en condicions normals es presenten com un líquid incolor, volàtil, d'olor feble a èter.
Hi ha tres isòmers del dioxan, l'1,4-dioxà, l'1,3-dioxà i l'1,2-dioxà, segons la posició dels dos àtoms en el cicle.

Els tres dioxans, les xifres balves indiquen el nombre de l'àtom del cicle de carboni.
Els dos primers d'aquests dioxans són rars, per això el tercer (1,4-dioxà) de vegades es denomina impròpiament «dioxà»

Per extensió, els dioxans designen la família dels derivats dels 3 isòmers del dioxan en sentit restringit, és a dir, els compostos orgànics amb l'heterocicle saturat amb sis àtoms, quatre de carboni i dos d'oxigen.

## Síntesi
Els dioxans es produeixen industrialment amb àcid sulfúric i etilen glicol a 150-160 °C, o bé amb una solució aquosa d'hidròxid de sodi i cloroetilglicol a 100 °C.
El dioxà se sintetitza també a partir d'òxid d'etilè.
En la síntesi del Sodi laurileter sulfat (SLES), es pot formar un tensioactiu obtingut per la sulfatació d'un alcohol polietossilat, com a subproducte no desitjat. L'ús d'aquest tensioactiu en la formulació de xampús és font de polèmica per la possible presència del mateix dioxà

## Usos
Aquests èters són agents complexants de gran importància en la química orgànica; estabilitzen els cations en solució orgànica.

## Exemples
Exemples de dioxans substituïts :

1,3-Dioxà-2-ona
Dioxathion